# Pomigliano d’Arco
Pomigliano d’Arco – miejscowość i gmina we Włoszech, w regionie Kampania, w prowincji Neapol.
Według danych na rok 2004 gminę zamieszkiwało 39 588 osób, 3598,9 os./km².